# Flagge Nepals

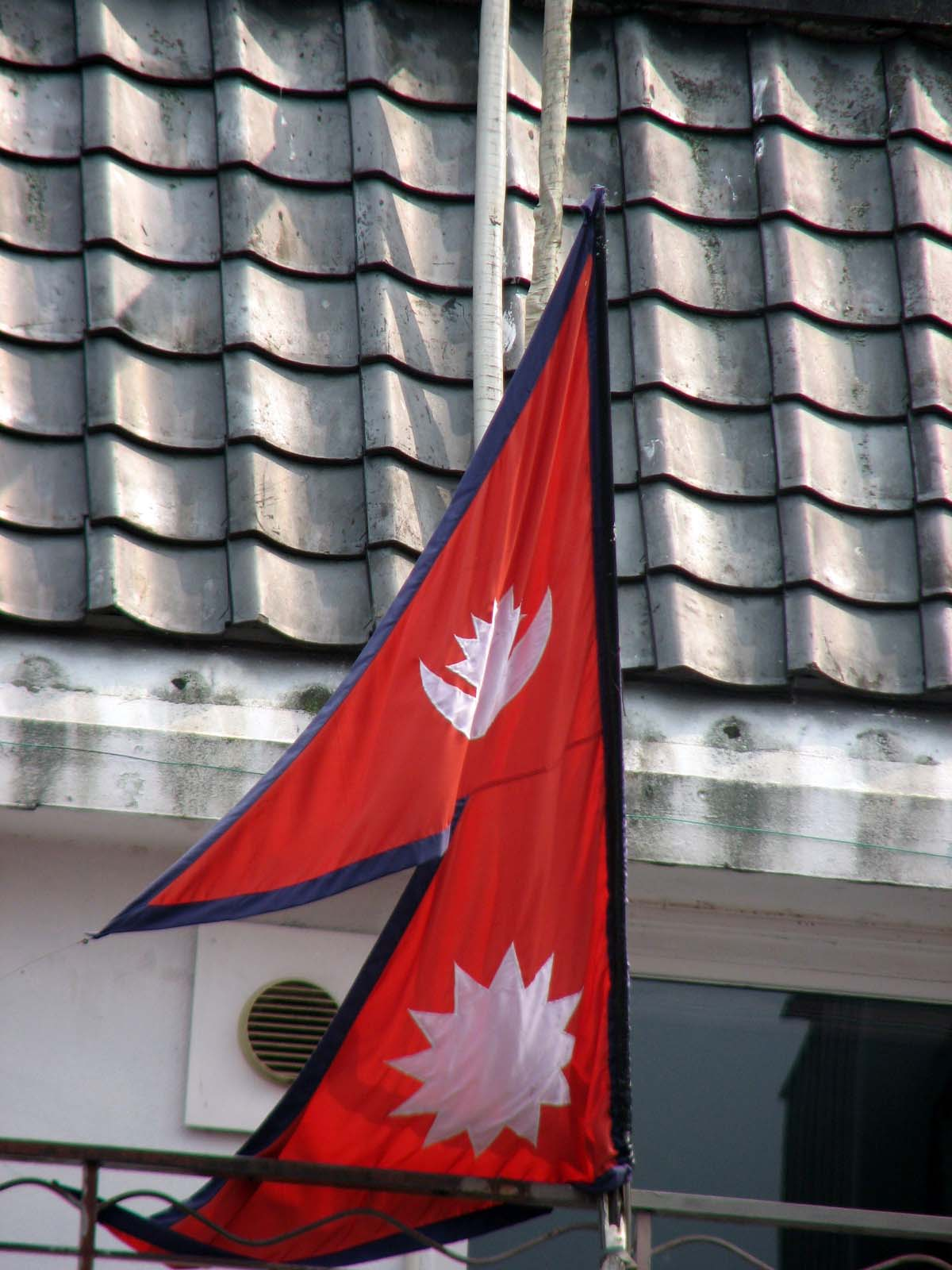
Flagge Nepals

Die heutige Flagge von Nepal wurde offiziell am 16. Dezember 1962 als Nationalflagge angenommen. Traditionell wurde sie in verschiedenen Variationen bereits 200 Jahre zuvor benutzt.

## Bedeutung
Die Farbe Blau symbolisiert Frieden. Karminrot ist die nepalesische Nationalfarbe. Die zwei Zipfel stehen für die Bergspitzen des Himalaya.
Halbmond und Stern symbolisierten früher das Königshaus, die Sonne dagegen die adlige Rana-Dynastie, die lange das Land de facto beherrschte und den Ministerpräsidentenposten erblich innehatte. Heute stehen diese Symbole für die Hoffnung, die Nation möge so lange Bestand haben wie die Himmelskörper.

## Form
Die nepalesische Flagge ist die einzige Nationalflagge der Welt, die mehr als vier Ecken besitzt. Zusätzlich ist sie neben der Fahne der Schweiz die einzige Nationalflagge, die nicht die Form eines Rechtecks mit ungleichen Kantenlängen hat (die offizielle Flagge des Vatikans ist zwar ebenfalls quadratisch, allerdings werden auch rechteckige Varianten offiziell verwendet).
Die ungewöhnliche Form dieser Flagge entstand vor 100 Jahren, als zwei Wimpel zu einer Flagge zusammengefasst wurden. Bei der Verfassungsänderung des Jahres 1962 wurden die Gesichter aus dem Mond und der Sonne entfernt. Das rote Innere der Flagge steht in einem genauen 3:4-Seitenverhältnis. Einschließlich des blauen Randes ergibt sich dann ein Seitenverhältnis des umschreibenden Flaggenrechtecks zu ca. 1:1,219.
Am 9. November 1990 wurde der Verfassung Nepals eine detaillierte Anleitung zur geometrischen Konstruktion der Flagge hinzugefügt, die durch Verwendung lediglich eines Zirkels und eines Lineals funktioniert.  In die Verfassung von 2015 wurde dieser Artikel faktisch unverändert übernommen. Der Artikel beschreibt die Vorgehensweise, um die Flagge auf karmesinrotem Stoff ausgehend von der Grundlinie (Breite) zu konstruieren (siehe Abbildung):
- Die Höhe wird als 4⁄3 der Breite definiert.

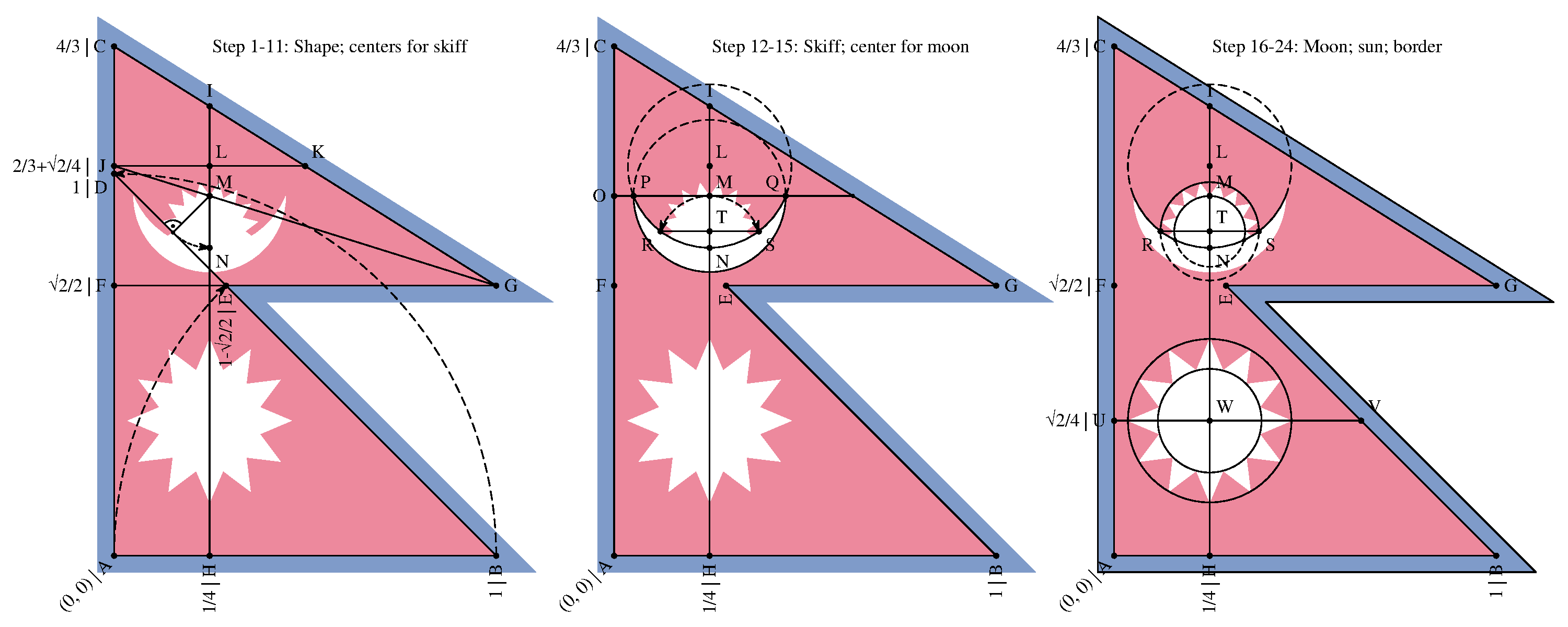
Veranschaulichung der Konstruktion der Flagge Nepals

- Das untere Dreieck hat rechts einen 45°-Winkel. Die Verlängerung der Diagonale trifft den linken Rand daher in einem Abstand über der Grundlinie, der gleich der Breite der Grundlinie ist.
- Die waagerechte Linie des oberen Dreiecks schneidet die schräge Linie des unteren Dreiecks so, dass die Strecke von diesem Schnittpunkt bis zum rechten unteren Punkt gleich der Breite der Grundlinie ist.
- Position und Größe von Sonne und Mond sind genau festgelegt.
- Hinzu kommt der blaue Rand; auch dessen Breite wird im Verlauf der Konstruktion definiert.

## Ehemalige Flaggen

Flaggenversion bis 1962

## Subnationale Flaggen

Kathmandu

## Parteiflaggen
Die verschiedenen Parteien Nepals verwenden auch eigene Flaggen.

Rastriya Prajatantra Party RPP (Nationaldemokratische Partei)
Nepalesische Kommunistische Partei